# Pallacanestro 3x3 ai I Giochi europei
La pallacanestro ai I Giochi europei si è disputata durante la I edizione dei Giochi europei, che si è svolta a Baku, in Azerbaigian, nel 2015.